# Kościół Narodzenia Najświętszej Maryi Panny w Mińsku Mazowieckim

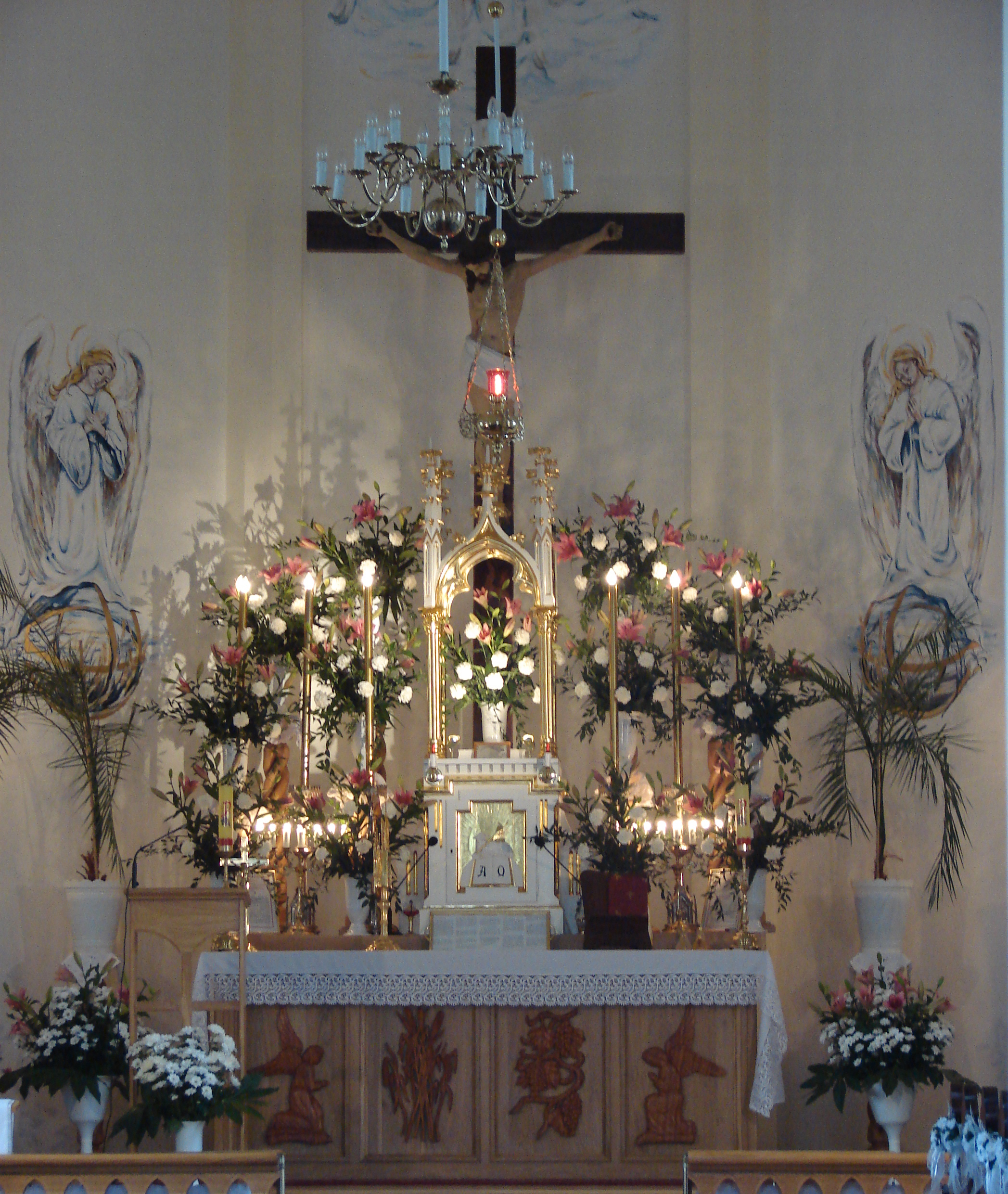
Ołtarz mariawicki w Mińsku

Kościół pod wezwaniem Narodzenia Najświętszej Maryi Panny w Mińsku Mazowieckim – świątynia mariawicka, siedziba parafii Narodzenia Najświętszej Maryi Panny w Mińsku Mazowieckim, położonej w diecezji lubelsko-podlaskiej Kościoła Starokatolickiego Mariawitów w RP.
Kościół Narodzenia Najświętszej Maryi Panny znajduje się w Mińsku Mazowieckim, w powiecie mińskim, w województwie mazowieckim. Wybudowany został przez mińskich mariawitów w latach 1908–1911 w stylu neogotyckim. Podczas II wojny światowej kościół został sprofanowany przez Niemców, utworzono w nim magazyn zbożowy. Po wojnie gruntownie wyremontowany.

## Historia

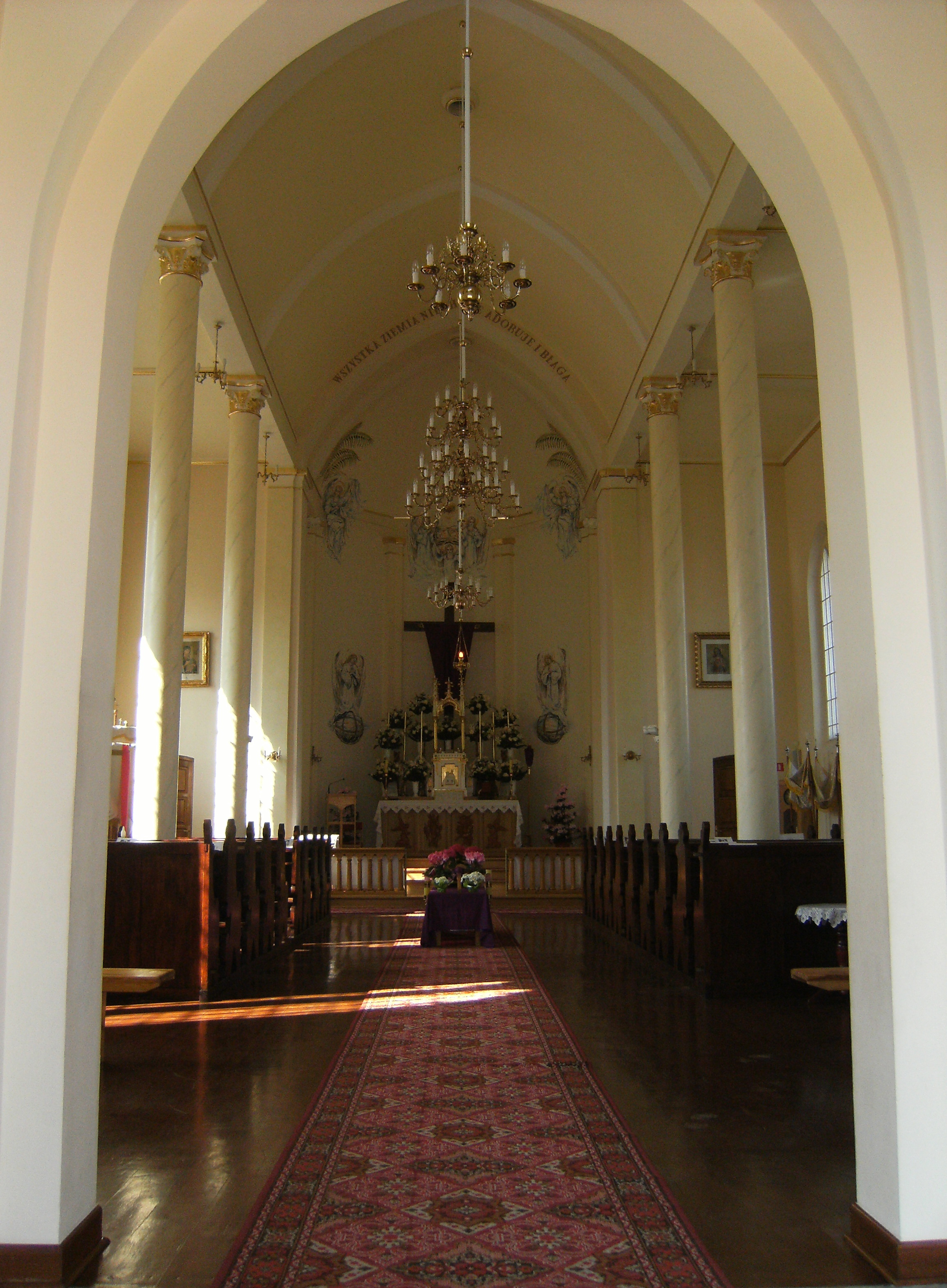
Wnętrze kościoła mariawickiego w Mińsku

Początkowo mariawici mińscy gromadzili się w wynajmowanych domach prywatnych, gdzie urządzano kaplice. Pierwsza kaplica znajdowała się przy obecnej ulicy Siennickiej, następnie w domu przy ulicy Ignacego Daszyńskiego. Parafia jednak rozrastała się, więc powstała konieczność budowy kościoła.
W 1907 kapłan, a późniejszy biskup Wawrzyniec Ignacy Ksawery Maria Franciszek Rostworowski z Wiśniewa zakupił od państwa Ciechockich i ofiarował dla parafii niezabudowaną działkę na przedmieściu miasta we wsi Goździk (obecnie ulice Romualda Traugutta i Spółdzielcza). Najpierw zbudowano kaplicę, która została uroczyście poświęcona 29 maja 1907 z udziałem siedmiu kapłanów i pielgrzymek z parafii: Wiśniew, Cegłów, Grębków i Warszawa. Pielgrzymka z Wiśniewa, przechodząc obok kościoła rzymskokatolickiego została zaatakowana przez fanatyków. Wówczas na polecenie kapłana Franciszka Rostworowskiego pielgrzymka weszła na teren kościelny i przed zamkniętymi drzwiami odśpiewano kilka pieśni religijnych. Fundamenty pod kościół zostały poświęcone 8 września 1908.
Z uwagi, iż parafianie nie mieli proboszcza na miejscu, to z wielkim zaangażowaniem podjęli trud budowy swojej świątyni. Budowę nadzorowali wybrani parafianie: Ignacy Żołędowski, Franciszek Karpiński i Jan Kornatka. Decyzją Ministerstwa Spraw Wewnętrznych w Petersburgu z dnia 23 lutego 1909, parafia została oficjalnie i prawnie zatwierdzona. Pierwszym proboszczem od 21 lipca 1909 został ojciec Bolesław Maria Łukasz Wiechowicz, który dojeżdżał z Cegłowa. Konsekracji nowej świątyni dokonał biskup Jan Maria Michał Kowalski 8 września 1911. Pierwszym proboszczem na stałe w parafii został kapłan Jan Maria Bernard Kukla, który przeprowadził wiele prac remontowych przy kościele i budynkach gospodarczych. Podczas II wojny światowej Niemcy zajęli kościół i utworzyli w nim magazyn zbożowy, a ówczesny proboszcz kapłan Augustyn Gostyński wyprosił u Niemców możliwość odprawiania nabożeństw w zakrystii. Przeznaczenie kościoła na magazyn zbożowy spowodowało poważną degradację obiektu, co ujawniło się dopiero po wyzwoleniu.
Ustępujący z Mińska Niemcy podpalili zabudowania parafialne i dzięki kapłanowi Gostyńskiemu uratowano kościół i dom parafialny. W dalszych latach wymieniono dachówkę na kościele i rynny, a także wyremontowano wnętrze kościoła, ogrodzono posesję i odbudowano spalone budynki parafialne. W 1961 zakupiono ławki. Od 1979 przez dwadzieścia lat jednym z najdłużej dotychczas urzędujących proboszczów był kapłan Witold Maria Tadeusz Szymański. Duchowny ten przybył do parafii w momencie remontu, który polegał na wymianie tynków sklepienia nawy głównej kościoła, wymianie podłogi, odtworzeniu malowideł, wykonaniu nowego ołtarza. Prace zakończyły się w 1981. W 2000 na proboszcza parafii władze Kościoła mianowały kapłana Jarosława Marię Jana Opalę. W 2001 kapłan wskazał na konieczny, gruntowny remont wnętrza kościoła. Przygotowania do tej wielkiej inwestycji rozpoczęły się już w tym czasie. Same prace rozpoczęły się 4 maja 2004 i obejmowały: wymianę i ocieplenie sklepień i stropów: nawy głównej, naw bocznych, chóru, mieszkań przy kościele, absydy. Drewniane konstrukcje zamieniono na żelbetowe i na gotowe, lekkie stropy. Zaszła także konieczność wymiany części więźby dachowej. Położono nową instalację elektryczną. Wymianie uległy tynki w kościele. Odtworzono malowidła w absydzie. Wybudowano nowe schody, położono podłogi, wybudowano nowe schody w prezbiterium, wykonano nowy ołtarz. Zostało także zakupione i zainstalowane nagłośnienie i nowe oświetlenie. Był to najpoważniejszy remont od 1911, który zakończył się uroczystym poświęceniem wnętrza świątyni i konsekracji ołtarza 25 czerwca 2005. Uroczystościom przewodniczył zwierzchnik Kościoła biskup naczelny, Zdzisław Maria Włodzimierz Jaworski w asyście biskupów: Michała Marii Ludwika Jabłońskiego i Antoniego Marii Romana Nowaka przy udziale przedstawicieli wszystkich parafii mariawickich, duchowieństwa, przedstawicieli władz miasta, powiatu, gminy, policji. Autorem projektu konstrukcyjnego był Bogusław Chodorski z Mińska. Wykonawcą robót budowlanych jest firma Jana Mospinka z Łodzi. Wykonawcami instalacji elektrycznej parafianie mińscy: Piotr Czarkowski i Roman Grzesiński, a nowego ołtarza również parafianin Tomasz Krupa. Malowanie ścian kościoła wykonał mińszczanin Jan Wocial. Autorką aniołów zdobiących ołtarz główny jest mieszkanka Mińska Mazowieckiego Beata Sajewska. Stolarkę okienną i drzwiową wykonała stolarnia Bogusława Perzanowskiego z Mińska. Wykonawcą metalowych balustrad jest Jacek Uściński także mińszczanin. Autorem nowego oświetlenia jest mieszkaniec Dębego Wielkiego Marek Płochocki.
14 lutego 2016 w kościele po raz pierwszy zostało odprawione nabożeństwo prawosławne; Boską Liturgię celebrował ks. mitrat Andrzej Łoś z parafii katedralnej w Lublinie. Od tego czasu prawosławne nabożeństwa odprawiane były (do czasu utworzenia w mieście samodzielnej parafii prawosławnej) w świątyni w każdą niedzielę przez duchowieństwo z diecezji lubelsko-chełmskiej, głównie z parafii w Siedlcach.
Kościół wpisano do rejestru zabytków 20 marca 2007 pod nr A-738.

## Architektura

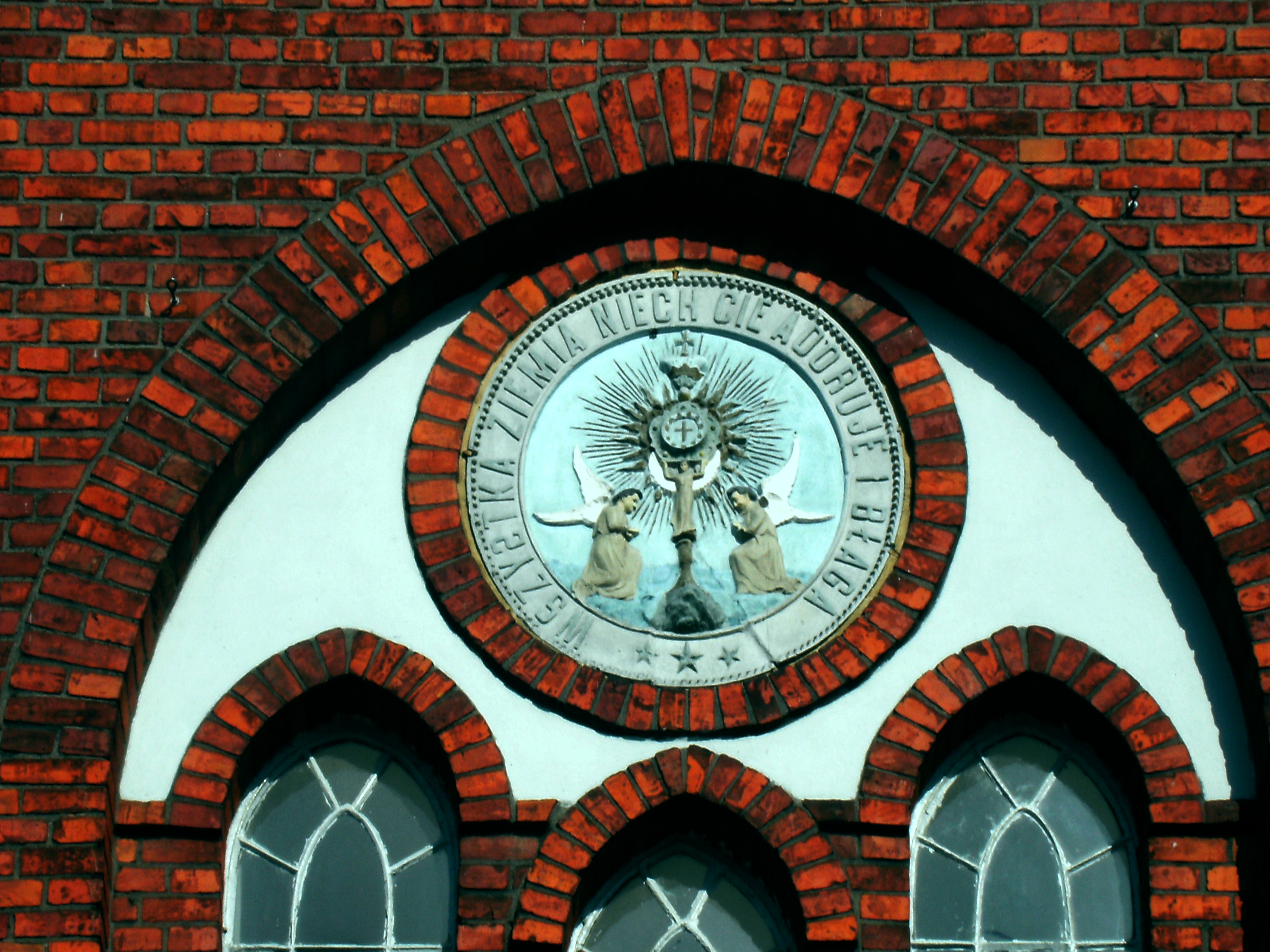
Emblemat mariawicki na fasadzie kościoła

Kościół wybudowany został, podobnie jak większość świątyń mariawickich, z czerwonej cegły w stylu neogotyckim. Kościół jest trzynawowy na planie krzyża łacińskiego. Świątynia składa się z nawy głównej oraz dwóch naw bocznych, kruchty wejściowej nad którą znajduje się chór, prezbiterium po którego bokach znajduje się zakrystia i kaplica. Na zapleczu kościoła znajdują się obiekty gospodarcze. Nawa główna jest sklepiona gotycko, natomiast nawy boczne są przesklepione płasko. Ciężar sklepienia podtrzymują filary oddzielające nawy. Na frontonie kościoła znajduje się wieża-dzwonnica oraz para pinakli. Świątynię przy bokach zdobią niewielkie przypory oraz blendy. Na wieży kościoła umieszczono emblemat mariawicki, natomiast w absydę wmurowano wizerunek Matki Boskiej Nieustającej Pomocy.

## Galerie
- Wirtualny spacer przed kościołem. static.minskmaz.com. [zarchiwizowane z tego adresu (2011-02-28)].
- Wirtualny spacer w kościele